# 辻さき
辻 さき（つじ さき、1988年8月9日 - ）は、日本のAV女優、元ストリッパー。青森県出身。身長:160cm 、スリーサイズ:B90（Gカップ）・W61・H92。血液型:AB型。
ロリ系のキカタン女優。B90cmGカップの巨乳をメインとした女子校生役が多い。

## 略歴
- 2007年にAVデビュー。

## 作品

### イメージビデオ
- ローション漬け少女 濡れ濡れの世界FINAL（2009年12月25日、しのだ）
- 濡れ濡れブルマぬるぬる洗髪（2010年8月1日、PSYCHEDELIC PUPPET）

### アダルトビデオ（撮りおろし作品（多人数のオムニバスものを除く）のみ）
2007年
- G‐cup巨乳お姉さんに痴女られたい!（8月24日、ケイ・エム・プロデュース）
- ノーブラサロン NB極上トリートメント（9月15日、ドグマ）
- 生若妻 〜うちの巨乳奥さん紹介します〜（10月3日、GLAY'z）
- 僕の妹6 -C学生シスターラブ-（11月1日、プレステージ）
- ハイスクール!巨乳組3 Fカップ5人組♥ こんな巨乳女子高生とシテみたい!（11月8日、V&Rプロダクツ）
- 中出し女子校生暴行 膣にタップリ出してやるぜ!!3時間（11月19日、ビッグモーカル）
- G・G・H・Hcup☆巨乳乱交（11月25日、kira☆kira）
- 巨乳玩具04（12月1日、中嶋興業）
- E-BODY（12月13日、E-BODY）
- 爆乳Gメン（12月13日、MOODYZ）

2008年
- 巨乳女子校生 Gcup90cm さき（1月1日、MOODYZ）
- ダマせ!B級芸能人・グラビアアイドル・RQを犯して、ハメて、喰いまくれ!悪徳芸能プロダクションの実態（1月5日、サディスティックヴィレッジ）
- 新・素人女子校生［CLASS-A］ll（1月11日、ビッグモーカル）
- 僕の妹4時間 -C学生 シスターラブ-（2月2日、プレステージ）
- さき（2月13日、無垢）
- 美しい彼女 さき（2月19日、エムズビデオグループ）
- 巨乳キャッシングローン パイフルです♥ 極証・西証一部上場企業（2月21日、V&Rプロダクツ）
- 強制乱交育成所（2月21日、ナチュラルハイ）
- 仙台発 女子大生 美白×Gカップ×女子大生 in 仙台（3月14日、アップス）
- 爆乳ごっくんエンジェル（3月19日、エムズビデオグループ）
- 日常生活での競泳水着（3月21日、I.B.WORKS）
- kawaii* kawaii girl 15（3月25日、kawaii*）
- ボイン大好き亀市爺さんのHなイタズラ 壱（4月3日、グローリークエスト）
- これが噂の痙攣薬漬けJKモデル（4月4日、ナチュラルハイ）
- もみくちゃ!!! 辻さき・澄川ロア（4月7日、桃太郎映像出版）
- 女子校生暴行BEST 4時間（4月11日、ビッグモーカル）
- 激しいピストンで突くたびに揺れる乳（4月19日、イエロー）
- 彼女 初めてのお泊まりセックchu（4月25日、大洋図書）
- 大人の手コキ 〜ごほうび潮吹きマンコ〜（4月25日、しのだプロジェクト）
- HIGH SCHOOL GIRL PERFECT MANUAL 07 女子高生完全マニュアル（5月1日、アイデアポケット）
- 目が覚めたら潮吹きお姉ちゃんになっちゃった（5月13日、MOODYZ）
- 爆乳女子校生ザーメン中毒（5月19日、エムズビデオグループ）
- kira☆kira HIGHSCHOOL GALS Vol.3（5月19日、kira☆kira）
- 天然!育乳娘。まだまだ発育中のGカップ!（5月19日、みるきぃぷりん♪）
- 美尻姫（5月31日、実録出版）
- 新人OLパワハラ凌辱（6月1日、ワンズファクトリー）
- Gcup Wボイン（6月1日、MOODYZ）
- 騎乗位美尻妻（6月1日、V（ヴィ））
- 新任女教師 中出し20連発 辻さき G-カップ絶品ボディに生徒達がしゃぶり尽く!（6月5日、アイエナジー）
- 狂おしき接吻と情交 新妻と義父（6月5日、ヒビノ）
- 顔を舐める（6月6日、映天）
- みるスポ!（6月13日、みるきぃぷりん♪）
- 極上MOODYZカフェ 爆乳・パイパン・中出しフルコース（6月13日、MOODYZ）
- 巨乳淫乱オフィスレディー（6月19日、イエロー）
- kira☆kiraGALS☆集団乱交4時間 Vol.2（6月19日、kira☆kira）
- G GIRLS（6月30日、実録出版）
- 巨乳 監禁 凌辱 さき（7月1日、MOODYZ）
- ぶっかけ中出しテカテカFUCK 6 辻さき 絶品Gカップ美巨乳ボディでヌキまくり!（7月4日、アイエナジー）
- 門女子大生を丸裸デビュー!さきちゃん19歳Gカップ 素人以上AV女優未満 上京少女×本性丸出し（7月4日、SODクリエイト）
- 巨乳・爆乳 乳舐め吸いvol.1（7月4日、映天）
- 巨乳・爆乳 全身マッサージvol.1（7月4日、映天）
- Hカップと制服の私 女子校生（7月5日、NON）
- 湯けむり女教師（7月11日、アップス）
- 東京25時 Vol.14（7月11日、フルセイル）
- 彼女は変態巨乳ペット（7月13日、マルクス兄弟）
- 麗しのGカップ極乳美女（7月13日、MOODYZ）
- 痴漢（7月15日、ワープエンタテインメント）
- マジックミラー号 激烈ボディー逆ナンパ 横浜みなとみらい編（7月17日、ディープス）
- 東京中出し女子校生2（7月18日、S級素人）
- メイド in Prin（7月19日、みるきぃぷりん♪）
- 90cm Gcup 88cm Fcup 86cm Gcup ロ●ータ乱交 SAKI YUI AIMI（7月19日、OPPAI ［おっぱい］）
- MVG100タイトル8時間（7月19日、エムズビデオグループ）
- S-Cute ex 21（7月25日、S-Cute）
- Glamorous Queen（8月1日、MOODYZ）
- 巨乳背面騎乗位4時間（8月1日、MOODYZ）
- 張り型チンポ自慰 01（8月1日、ワンズファクトリー）
- いじって伸ばして包茎射精天国（8月5日、実録出版）
- 絶対服従ロボット（8月7日、アキノリ）
- 奇跡の美巨乳 Gcup Wcast（8月7日、SODクリエイト）
- おっぱい 〜女子校生虐め〜（8月7日、桃太郎映像出版）
- 中出し痴漢バス女子校生（8月8日、I.B.WORKS）
- 巨乳・爆乳 パイズリVOL.1（8月8日、映天）
- ワケあり巨乳 HOTARU Hカップ（8月15日、NON）
- コスプレイヤー（8月15日、TMA）
- チ●ポは自分でシゴきますから、それ以外の「接吻」とか「乳首責め」とか「亀頭チロチロ舐め」とかのお手伝いは、ぜ〜んぶお姉さんがシテ下さい。2（8月15日、ワープエンタテインメント）
- Gカップボイン素人ナマ中出し さき（8月19日、胸キュン喫茶）
- 巨乳制服美少女学園2（8月19日、イエロー）
- 脱ぎたてホクホクパンティー手コキ&フェラ（8月19日、イエロー）
- 究極の妄想お仕事シリーズ 浜崎りお、浅田ちち、辻さきがやって来る巨乳銭湯の番台になった!（8月21日、ROCKET）
- Gcup Fcup 絶頂イキまくりBODY 辻さき 南まりん集（8月21日、V&Rプロダクツ）
- 強制猥褻 非合法ドラッグ（9月1日、ワンズファクトリー）
- コスプレ美少女 体操服編 3（9月2日、プレステージ）
- 巨乳・爆乳 授乳手コキ vol.2（9月5日、映天）
- 超おっぱい（9月7日、桃太郎映像出版）
- 極上ベロチュー（9月12日、アップス）
- 全国女子大生MAP（9月12日、アップス）
- 美BODYボイン玩具（9月13日、マルクス兄弟）
- 拘束×強制イラマ×口内射精（9月13日、マルクス兄弟）
- 近親●姦 息子の子供をも身ごもって（9月16日、マキシング）
- 女の子のおもらし 4時間 オシッコでイキまくる恥ずかしい醜態（9月18日、アイエナジー）
- 鬼イカセ（9月19日、レアル・ワークス）
- 巨乳少女ふたなりレズビアン（9月19日、ドグマ）
- BODY KISS さき（9月26日、デジタルアーク）
- 中出しナース狩り（9月26日、マックス・エー）
- 巨乳女子校生に生中出し（10月17日、レアル・ワークス）
- 手コキでベロちゅ〜 4（10月19日、イエロー）
- kawaii*girl special トリプルナイスBODY☆（10月25日 kawaii）
- 競泳彼女2（10月25日 しのだプロジェクト）
- 爆乳パイズリ挟射（11月13日、マルクス兄弟）
- PLAY GIRL 02（11月17日、レアル・ワークス）
- 官能小説朗読オナニ〜 4（11月19日、イエロー）
- 乳王 〜爆乳天使2009アワード8人勢揃い!!!〜（11月22日、桃太郎映像出版）※AVグランプリ2009 エントリー作品
- HOT感謝祭 THE 野球拳COLISEUM（11月22日、ホットエンターテイメント）※AVグランプリ2009 エントリー作品
- kawaii*女学園パラダイス・美少女14人が学校でセックchu・4時間（11月22日、kawaii*）※AVグランプリ2009 エントリー作品
- NON STOP（12月5日、TMA）
- 禁断淫欲病棟 2（12月5日、アウダースジャパン）
- DOKIレズ 29（12月5日、アウダースジャパン）
- ツン顔生徒会長 （12月13日、アロマ企画）
- 東京中出し女子校生　6　〜さき　ふたたび〜（12月19日、S級素人）
- 極嬢GIRLS（12月19日、イエロー）
- 生中出し女子校生4時間 6（12月19日、メディアステーション）

2009年
- ザーメン中出し凌辱ナース（1月1日、ワンズファクトリー）
- ものすごい失禁 vol.3（1月8日、アイエナジー）
- B.Bボーイズに目覚めちゃった僕。 小悪魔編 2 （1月13日、アロマ企画）
- 美脚太腿絞め 美女達のBeautiful leg 圧迫 （1月15日、フリーダム）
- 美人OLの誘惑から逃げ出せない僕の日常 〜地獄?の果てまで逃がさないわよ〜 （1月15日、フリーダム）
- 拘束M男責め （1月15日、フリーダム）
- 完全撮りおろし カリスマモデルだらけの超高級風俗ビル（1月16日、ケイ・エム・プロデュース）
- 初めての、ショートカット（1月25日、kawaii*）
- 絶頂オーガズムVIP（2月1日、AVS）
- メコスジ喰込み紐オナニー（2月1日、ワンズファクトリー）
- 電気按摩地獄（2月5日、フリーダム）
- 巨乳・爆乳 乳揉み VOL.4（2月6日、映天）
- 夢のメイド御殿3（2月13日、MOODYZ）
- ぼくだけのおむつ姿（2月19日、ナチュラルハイ）
- 辻さきが自分の部屋で中出しSEX（2月19日、ROCKET）
- 極上MOODYZカフェ 爆乳・パイパン・中出しフルコース 特別編（3月1日、MOODYZ）
- 美少女の足裏 10（3月5日、フリーダム）
- 全裸系巨乳水泳部 チチショー2（3月7日、プレミアム）
- ネットカフェの店員をまかされた巨乳女優をイタズら!?（3月10日、ホットエンターテイメント）
- 家出女子校生（3月13日、ビッグモーカル）
- 制服レズビアン（3月13日、MOODYZ）
- 憎いほどオジサン殺し（3月13日、アロマ企画）
- 逆ナンパ女子校生3（3月15日、隼エージェンシー）
- 90cmGcup 90cmGcup 90cmFcup 87cmFcup OPPAIナーススペシャル（3月19日、OPPAI）
- ちんぐり返しアナル舐め手コキ2（3月19日、イエロー）
- B.B.ボーイズ番外編 両手で乳首いじりながら首ふりフェラチオ（3月25日、アロマ企画）
- 競泳水着 LOVERS（4月3日、TMA）
- 巨乳・爆乳 乳揉み VOL.5（4月3日、映天）
- 媚薬漬けボイン×3（4月13日、MOODYZ）
- お兄ちゃん、お口で気持ち良くしてあげるね。（4月13日、マルクス兄弟）
- おっぱい!大好き!! 騎乗位&パイズリでいかしてくれる巨乳ギャル（4月15日、隼エージェンシー）
- 「仕事中の看護師に手コキ/フェラ/SEXを見せつけて発情させてヤる」 VOL.4 & 「キスまで3cm 満員状態で見知らぬ男女を後ろから息がかかるほど密着させたら?」（4月18日、DANDY）
- スクール水着ローションパイズリ（4月19日、イエロー）
- 第1回 男優-1GP 覇根。（4月19日、ROOKIE）
- 濡れたデニムパンツの彼女たち（4月25日、しのだプロジェクト）
- 巨根少年Gカップ（5月19日、CROSS）
- 黒ストッキング足コキ（5月19日、イエロー）
- エロイカラダのイイオンナ -ErroticaBody- II（5月22日、U&K）
- VIP STAR STAGE 6（5月29日、クリスタル映像）
- 女子校生のディルドオナニー 5（6月5日、OFFICE K'S）
- ごっくん!×みるスポ!（6月7日、みるきぃぷりん♪）
- 完全撮りおろし もしもカリスマモデルが超高級ソープ嬢だったら… 2（8月21日、ケイ・エム・プロデュース）
- スーパーデジタルモザイク 巨乳 敏感女優14人（9月7日、桃太郎映像出版）
- 犯られまくる淫乱OL25人（9月25日　マックス・エー）
- ローション漬け少女（10月25日、しのだ）
- 7人の美乳 4時間（11月1日、ABC/妄想族）
- ローション漬けレズ（11月25日、しのだ）

2010年
- 強制のど奉仕 悶絶イラマチオ20人4時間（6月1日、ワンズファクトリー）
- 私たち女子校生とHしませんか? 2 6人のおねだり女子校生&5人のいいなり女子校生（4月25日、ハヤブサ）
- レイプ240VI（4月25日、ハヤブサ）
- 競泳水着オナニー（6月1日、PSYCHEDELIC PUPPET）
- 悶絶 張り型オナニーズボ入れノンストップ4時間（6月1日、ワンズファクトリー）

2011年
- egoist case 解禁 7/7（7月25日、デジタルアーク）
- スーパーデジタルモザイク 【巨乳編】 〜秒殺！絶頂・胸マンコSEX〜（9月7日、桃太郎映像出版）

2012年
- イラマンパラダイス VOL.2 4時間（8月10日、NON）